# Harpendyreus notoba
The Salvia Blue (Harpendyreus notoba) là một loài bướm ngày thuộc họ Bướm xanh. Nó được tìm thấy ở Nam Phi, from the bắc East Cape, through miền nam part of the Orange Free State to nam Gauteng miền nam North West Province. Nó cũng có mặt ở the North Cape.
Sải cánh dài 26–27 mm đối với con đực và 27–29 mm đối với con cái. Con trưởng thành bay từ tháng 8 đến tháng 5, nhiều nhất vào from tháng 9 đến tháng 10.
Ấu trùng ăn hoa và immature seeds of Salvia species, bao gồm Salvia radula.